# Metalimnobia renaudi
Metalimnobia renaudi là một loài ruồi trong họ Limoniidae. Chúng phân bố ở vùng nhiệt đới châu Phi.